# Me and My Broken Heart
Me and My Broken Heart è un singolo del gruppo pop inglese Rixton, pubblicato nel 2014. Il brano anticipa l'uscita del disco d'esordio Let the Road ed è stato scritto da Benjamin Levin, Ammar Malik, Steve Mac, Wayne Hector e Rob Thomas.

## Video musicale
Il video musicale è stato diretto da Cameron Duddy ed è stato pubblicato il 27 marzo 2014.

## Tracce
- Download digitale

1. Me and My Broken Heart – 3:13

- Download digitale (EP)

1. We All Want the Same Thing – 3:45
2. Hotel Ceiling – 3:10
3. Me and My Broken Heart – 3:13
4. Appreciated – 3:53

## Classifiche
| Classifica (2014) | Posizione raggiunta |
| ----------------- | ------------------- |
| Australia         | 43                  |
| Canada            | 17                  |
| Regno Unito       | 1                   |
| Stati Uniti       | 14                  |